# Tai Jutsu
Tai Jutsu oder Taijitsu (体術; japanisch: „Körperkunst“) steht als Oberbegriff für alle japanischen Bewegungskünste, also neben Kampfkunst auch Künste wie z. B. Tanzen. 
Das Tai Jutsu stellt den Überbegriff für die japanischen unbewaffneten Kampfsysteme dar (früher auch unter „Yawara“ bekannt), d. h., es bezeichnet ausschließlich den Kampf ohne Waffen. Zum ersten Mal wurde der Ausdruck im Spätmittelalter Anfang des 16. Jh. von Kenmotsu, Nagao (Samurai der Itto Ryu Schule) gebraucht.
Häufig wird Tai Jutsu im Zusammenhang mit dem Bujinkan Budō Taijutsu als Begriff verwandt. Im Aikidō steht Tai jutsu für die Techniken ohne Waffen, im Gegensatz zu Techniken mit Schwert (Aiki-ken) oder Stock (Aiki-jo) und zu Techniken zur Abwehr gegen Messer, Schwert oder Stock (Tanto-dori, Ken-dori, Jo-dori).
Unter dem ursprünglichen Begriff Tai Jutsu firmieren auch in Japan noch mehrere Kampfkunstschulen. So unter anderem die Schule des renommierten Großmeisters Yoshimoto, Takeru.